# Ruth Fischer
Pour les articles homonymes, voir Fischer.
Ruth Fischer (née Elfriede Eisler le 11 décembre 1895 à Leipzig et morte le 13 mars 1961 à Paris) est une militante politique germano-autrichienne. Cofondatrice du Parti communiste d'Autriche puis dirigeante du Parti communiste d'Allemagne, elle fut ensuite, avec son compagnon Arkadi Maslow, exclue de l'Internationale communiste. Elle devint plus tard, au début de la guerre froide, une antistalinienne engagée.

## Biographie
Ruth Fischer est la fille du philosophe et savant indépendant (Privatgelehrter) Rudolf Eisler et d'Ida Maria, née Fischer. Elle est la sœur du compositeur Hanns Eisler et du journaliste et communiste Gerhart Eisler. Ruth Fischer est d'abord communiste, puis s'oppose à la politique du Parti communiste d'Allemagne (KPD) et de Moscou. Elle vit en exil aux États-Unis à partir de 1941.
En 1901, la carrière de Rudolf Eisler amène la  famille Eisler à quitter Leipzig pour Vienne.
Ruth Fischer grandit dans un environnement bourgeois où la musique et la littérature jouent un  rôle central. À Vienne, elle étudie la philosophie, l'économie et les sciences politiques.
En 1915, elle épouse le journaliste Paul Friedländer (de) ; en 1917, ils ont un fils : Friedrich Gerhart. Ce dernier vit à Vienne, Berlin, Paris. Il fait des études de mathématiques à l'Université de Cambridge où il devient professeur et vit toute sa vie. 
Son prénom Friedrich est celui de Friedrich Adler que l'attentat contre le Comte Stürgkh en 1916 rend très populaire dans les milieux opposés à la poursuite de la guerre.

## Ascension politique
Le 3 novembre 1918, Elfriede Eisler/Ruth Fischer participe à la fondation du Parti communiste autrichien (Kommunistische Partei Deutsch-Österreichs, KPDÖ). On attribue à Ruth Fischer le « Numéro 1 dans la charte du parti ».
À la suite de l'occupation armée du siège du journal Neuen Freien Presse, Ruth Fischer est arrêtée le 14 novembre 1918 et reste en prison jusqu'à Noël.
Le 9 février 1919, elle présente, devant 42 délégués, le rapport central du premier congrès du KPDÖ qui compte alors 3000 membres.
Le vendredi saint 1919, lors d'une réunion du comité central du KPDÖ, Friedrich Adler, dont le prestige auprès des communistes est grand depuis l'attentat contre le Comte Karl Stürkgh, est invité à devenir Président du Parti, offre qu'il décline.  
En août 1919, des dissensions internes entre travailleurs et intellectuels bourgeois au sein du Parti communiste d'Autriche et l'échec de la République des conseils de Hongrie amènent Ruth Fischer à accepter l'invitation d'un groupe de jeunes communistes allemands (Spartakistes) (dont Willy Münzenberg) de se rendre à Berlin. Elle prend le nom Ruth Fischer à partir de septembre 1919.
À son arrivée à Berlin, on présente Ruth Fischer à Karl Radek qui est autorisé à recevoir des visites dans sa prison. Les « leçons » de Radek durant plusieurs mois sont pour Ruth Fischer une initiation en politique internationale. 
Elle se sépare de son premier mari Paul Friedländer en 1921. Pour obtenir la nationalité allemande, elle contracte un mariage blanc avec le communiste et membre du Komintern Gustav Golke. Ce mariage est formellement dissout en 1923. Ruth Fischer rencontre le communiste ukrainien Arkadi Maslow, qui devient ensuite son compagnon et son plus proche collaborateur politique. 
En 1921, Ruth Fischer et Maslow font partie du comité central du Parti communiste d'Allemagne (Kommunistische Partei Deutschlands, KPD). En 1924, à la suite du fiasco de l'« octobre allemand » qui entraîne l'éviction de Heinrich Brandler, ils sont nommés dirigeants du KPD avec l'aval de Grigori Zinoviev. Cette période correspond à une « bolchévisation » du parti et à une complète opposition au Parti socialiste (SPD).
À la même époque, Ruth Fischer est nommée « membre candidate » du comité exécutif de l'Internationale communiste (Kandidatin des Exekutivkomitees der Kommunistische Internationale (EKKI)).
Elle est élue députée au Reichstag et députée à la diète (Landtag) de Prusse.

## L'exclusion
Dès le mois d'août 1924, Staline et Boukharine critiquent le « déviationnisme ultra-gauchiste du groupe Maslow-Fischer ». Ruth Fischer et une délégation de 7 membres du KPD sont convoqués à Moscou au mois d'août 1925 pour rencontrer Staline. Ruth est logée à l'Hôtel Lux. Elle a accès au Kremlin où elle peut rencontrer Zinoviev mais on lui interdit de retourner en Allemagne durant 10 mois.
Durant cette période, Arkadi Maslow est détenu pour « haute trahison » à Berlin. Le 1er septembre, Ruth Fischer et Maslow sont exclus du Bureau du Parti en tant que « Zinovievistes » et Ernst Thälmann prend la direction du KPD.
En juin 1926, Ruth Fischer est autorisée à retourner à Berlin où Maslow est libéré. En novembre, tous deux sont exclus du Parti communiste d'Allemagne.
Ruth Fischer reste députée au « Reichstag » comme socialiste indépendante jusqu'en 1928. En avril 1928, elle et Arkadi Maslow participent à la fondation d'un nouveau parti, le Leninbund (« ligue léniniste »), mais ils s'en éloignent rapidement après la défaite de Zinoviev face à Staline.
Après la prise de pouvoir de Hitler en Allemagne, elle eut à subir le pillage de sa maison et des menaces sur la vie de son enfant. Le 9 mars 1933, Fischer et Maslow partent en exil à Paris. Ruth Fischer rend souvent visite à Trotsky, alors établi à Barbizon. Elle décide de travailler avec lui et d’entrer au secrétariat international de la Ligue communiste internationale (LCI), où elle était particulièrement chargée des questions ayant trait aux sections des pays anglophones. Elle s'en éloignera par la suite, étant en désaccord avec l'orientation stratégique de la Ligue.
Au mois d'août 1936, Ruth Fischer et Maslow sont accusés de « trotskisme » et condamnés à mort par contumace au « Procès des Seize » à Moscou.
Après la débâcle de l'armée française et de ses alliés britanniques et belges en 1940, Ruth Fischer et Arkadi Maslow réussissent à fuir les troupes allemandes, traversant l’Espagne et atteignant Lisbonne, puis partent pour les États-Unis. Mais, alors que Ruth Fischer peut s'installer à New York, Arkadi Maslow n'est pas admis sur le territoire des États-Unis faute du visa. Il s'installe donc à La Havane, en attendant que le visa nécessaire pour rejoindre Ruth lui soit délivré. Il est retrouvé mort dans une rue de la Havane le 21 novembre 1941 ; les autorités locales concluent à une crise cardiaque, mais Ruth Fischer est convaincue qu'il a été assassiné par le NKVD. Dans les années 1940, Ruth Fischer craint pour sa vie après la mort de Maslow et l'assassinat de Trotsky  ; elle est en conflit avec ses deux frères, Gerhart et Hanns Eisler, tous deux sympathisants communistes, qui résident eux aussi aux États-Unis. Convaincue qu'ils étaient les seuls à connaître l'endroit où se trouvait Maslow, Ruth Fischer en conclut qu'ils ont une responsabilité dans la mort de ce dernier.
Ruth Fischer devient une antistalinienne militante. À partir de 1944, elle édite un bulletin d'informations sur les diverses activités staliniennes. En 1948, parait son livre Stalin and German Communism. Selon le The Huffington Post, des documents américains déclassifiés en 2010 prouveraient qu'une informatrice des services secrets américains, recrutée durant les premières années de la guerre froide sous le nom de code d'« Alice Miller » pour leur fournir des données sur les organisations staliniennes de divers continents, serait Ruth Fischer. Elle dénonce publiquement ses frères comme des « terroristes » et des agents staliniens, et témoigne à charge contre eux en 1947 devant la commission de la Chambre de Représentants sur les activités anti-américaines. Hanns, expulsé des États-Unis, s'installe en RDA tandis que Gerhart - qui, au contraire de son frère, était effectivement un agent au service de l'URSS - emprisonné puis libéré sous caution, fuit lui aussi en RDA, mais il y est emprisonné par le régime communiste qui le soupçonne de double jeu. Libéré par la suite, il devient plus tard membre du comité central du SED. 

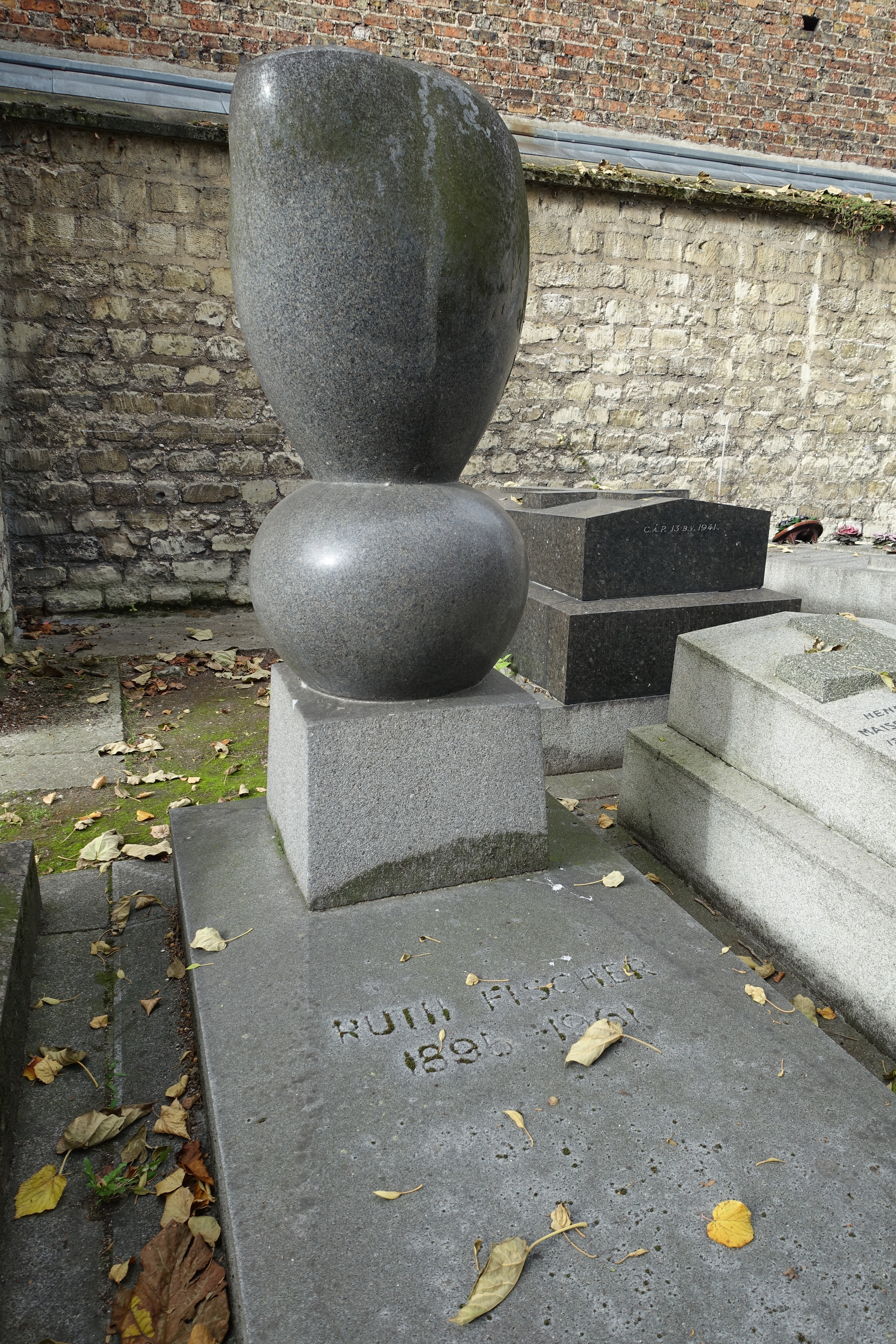
Tombe de Ruth Fischer à Paris par le sculpteur Joseph Erhardy, au cimetière du Montparnasse.

Durant la période du maccarthysme, Ruth Fischer est elle-même soupçonnée d'espionnage au profit de l'URSS, et doit quitter les États-Unis. 
À partir de 1955, elle travaille comme journaliste politique à Paris et enseigne à l’EPHE. Après la déstalinisation, elle se rapproche de façon inattendue des communistes, rencontrant Khrouchtchev et Togliatti lors de ses voyages en Union soviétique et en Italie. Elle meurt à Paris en 1961, alors qu'elle travaillait à une biographie de son compagnon, Maslow. Sa tombe se trouve au cimetière du Montparnasse. 

## Publications
- En coll. avec Franz Weimann: Deutsche Kinderfibel, éd. Rowohlt, Berlin 1933.
- Stalin and German Communism, Harvard University Press, 1948.
- Sexualethik des Kommunismus, paru sous le nom Elfriede Friedländer, Wien 1920.